# Grotte des Baumes-Chaudes
Pour les articles homonymes, voir Baume.
La grotte des Baumes-Chaudes est une cavité à multiples entrées située sur la commune de Massegros Causses Gorges, dans les gorges du Tarn, dans le département français de la Lozère.

## Situation
La grotte des Baumes-Chaudes est d'un accès assez aisé, située sur les contreforts du causse de Sauveterre. Cette grotte s'ouvre à proximité du lieu-dit Point Sublime, qui surplombe les gorges du Tarn.

## Description sommaire
La grotte s'ouvre dans les calcaires du Jurassique. Il existe au moins trois accès aux Baumes-Chaudes, l'accès principal étant celui du milieu correspondant à une grande galerie confortable qui descend ensuite rapidement dans les étages inférieurs jusqu'à la profondeur de 67 m. Une partie de la cavité peut être parcourue sans matériel, mais la visite de la partie inférieure exige la maîtrise des techniques de la spéléologie verticale. La dénivellation de la cavité est de 86 m (-67 ; + 19) pour un développement de 670 m.

## Découvertes archéologiques
Lorsque le docteur Prunières fouille les Baumes-Chaudes, il découvre environ 300 squelettes, dont une grande partie a subi une trépanation, souvent avec succès. Ces squelettes sont caractérisés par des crânes aux formes « dolichocéphales », ou allongés. Cela a conduit certains spécialistes à évoquer une « race des Baumes-Chaudes », proche des hommes de Cro-Magnon. Le terme de « type des Baumes-Chaudes » a ensuite été privilégié à celui de « race ».

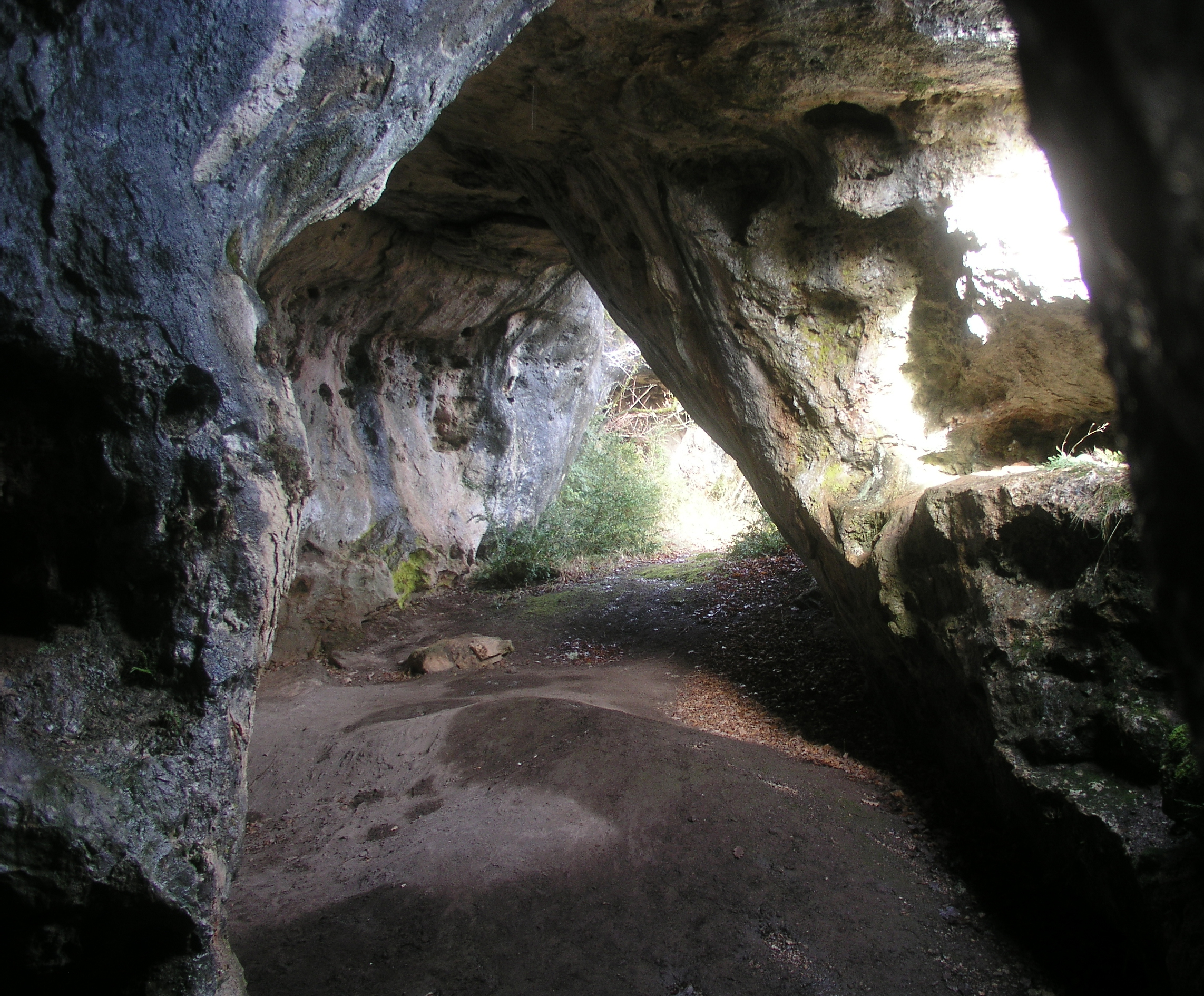
Intérieur des Baumes Chaudes.
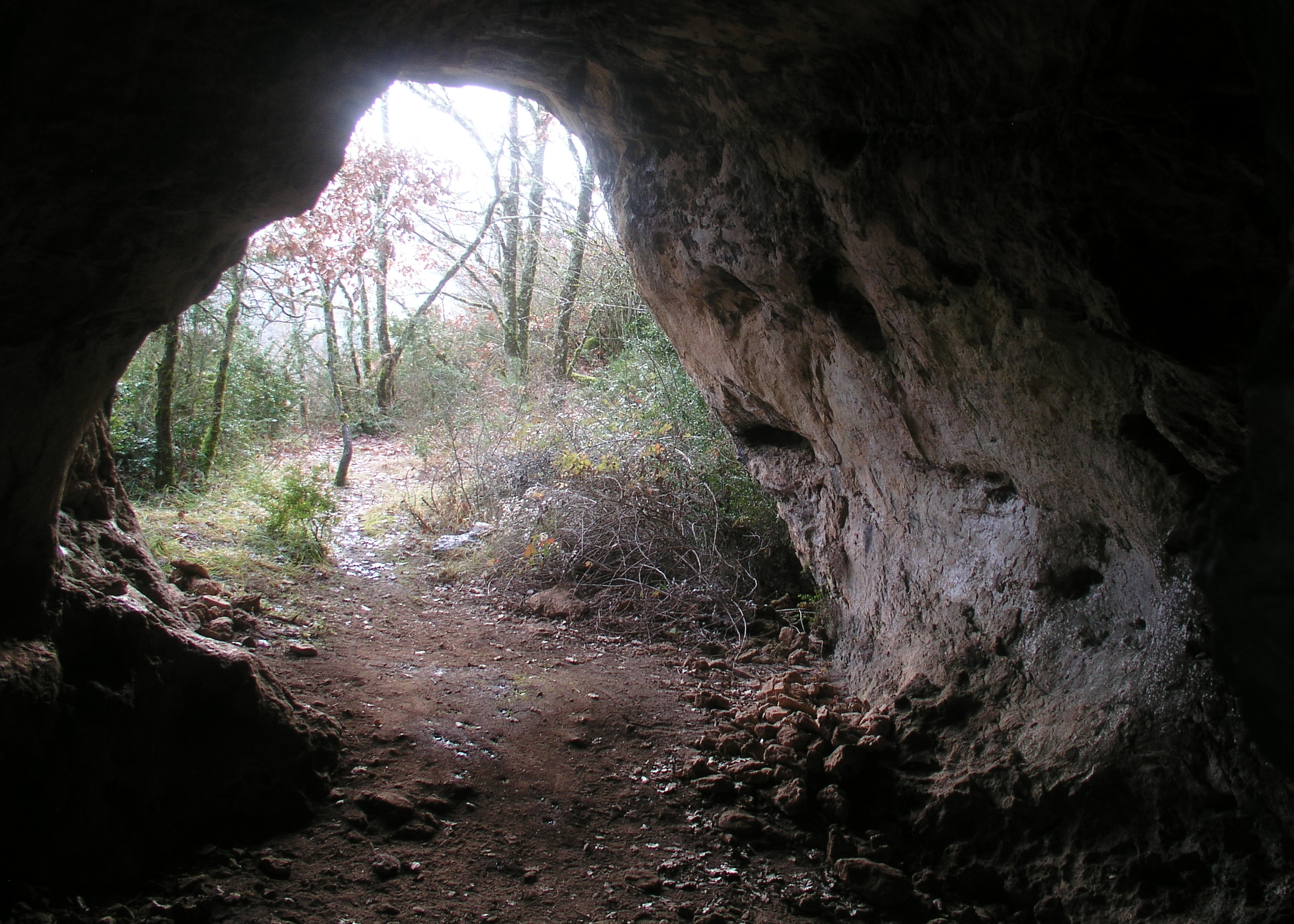
Une des entrées des Baumes Chaudes.
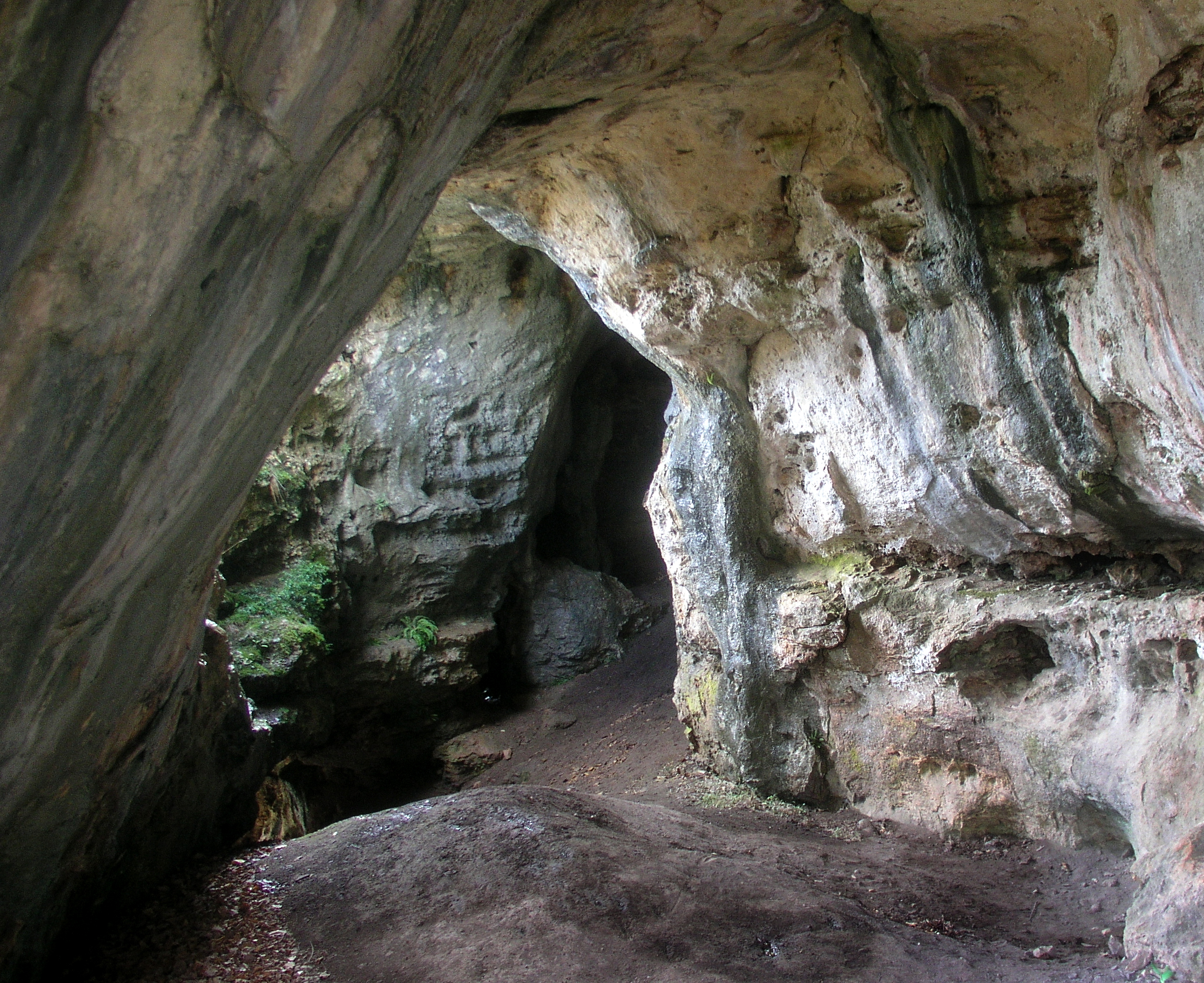
Intérieur des Baumes Chaudes.
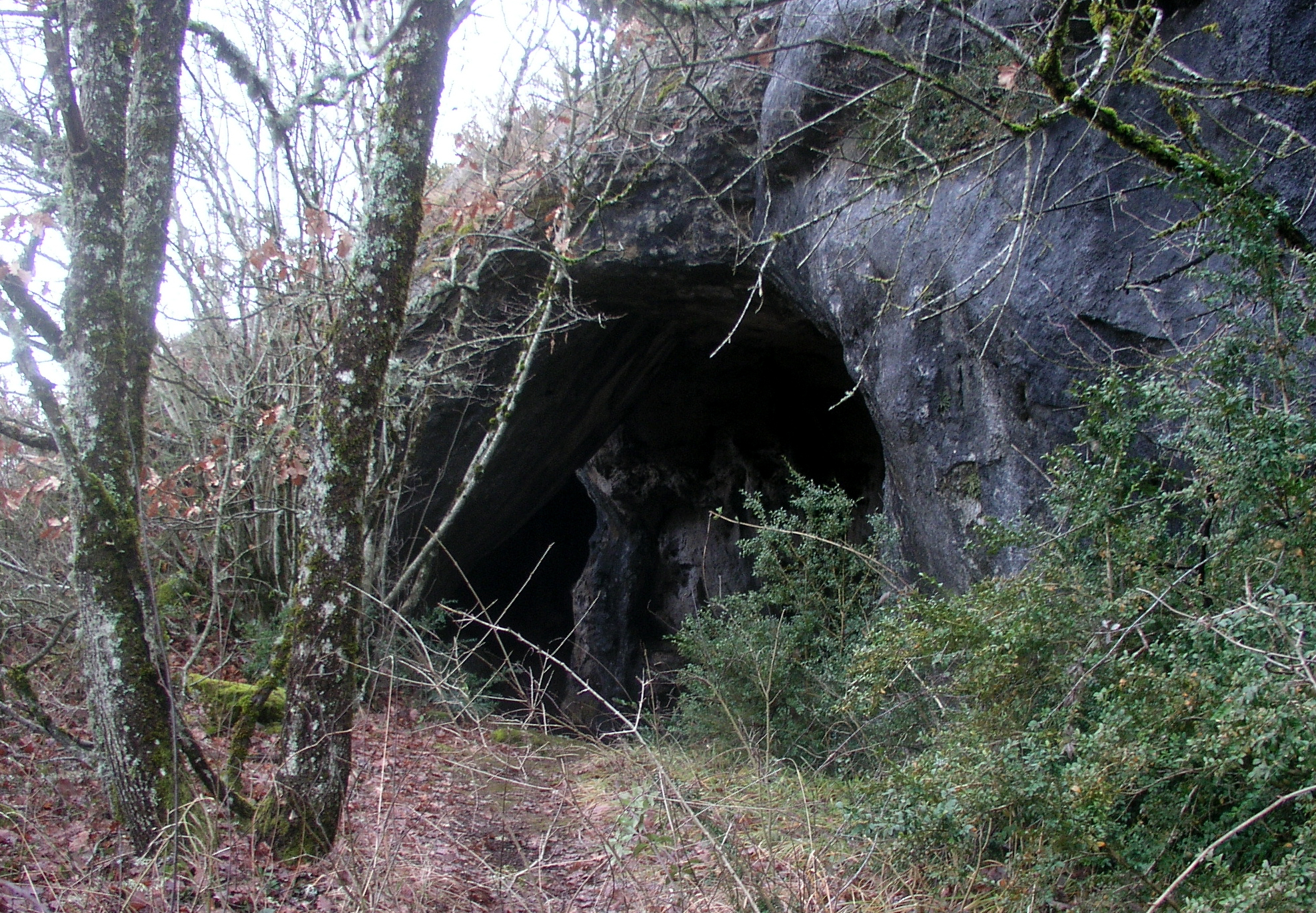
Une des multiples entrées des Baumes Chaudes.